# Oncholaimellus calvadosicus
Oncholaimellus calvadosicus är en rundmaskart som beskrevs av De Man 1890. Oncholaimellus calvadosicus ingår i släktet Oncholaimellus och familjen Oncholaimidae. Arten är reproducerande i Sverige. Inga underarter finns listade i Catalogue of Life.